# Lucas la Cata
 (septembre 2022).
Si vous disposez d'ouvrages ou d'articles de référence ou si vous connaissez des sites web de qualité traitant du thème abordé ici, merci de compléter l'article en donnant les références utiles à sa vérifiabilité et en les liant à la section « Notes et références ».
Lucas la Cata (Horrid Henry) est une série d'animation britannique en 250 épisodes de 11 minutes basée sur une série des livres, Horrible Henri (en), écrite par Francesca Simon (en). 
Elle a été diffusée entre le 31 octobre 2006 et le 21 mai 2019, d'abord sur CITV et la dernière saison sur Nicktoons.
En France, la série a été diffusée sur Disney Channel à partir de 2008, et a été diffusée sur Netflix en 2015.

## Synopsis
Les aventures d'un insupportable garçon de onze ans, Lucas, qui aime déranger les autres, en particulier son frère de six ans. Tout le monde le considère comme le pire enfant du monde. Lucas ne fait rien et pense toute la journée à taquiner quelqu'un.

## Personnages
- Si vous ne connaissez pas le sujet, laissez ce bandeau (vous pouvez alors contacter les auteurs).
- Si vous supprimez le contenu mis en cause (vous pouvez préalablement contacter les auteurs),

argumentez précisément cette suppression dans la page de discussion
(un manque de référence n'est pas un argument ; une recherche réelle de référence doit avoir été effectuée, être formellement documentée).
Famille de Lucas
- Lucas (Horrid Henry en VO) : est un garçon mal élevé, gâté, colérique (même envers son petit frère Émile), insupportable (comme disent ses parents), violent (surtout envers son petit frère Émile), insensible, têtu et arrogant, âgé de 11 ans décrit comme « La Cata ». Son apparence physique: Lucas a une peau pâle, des cheveux bruns lumière désordonnée et des joues roses. Ses vêtements, il porte un pull bleu cyan et jaune, un jeans bleu et des chaussures vertes et blanches à bouts coquillages à lacets jaunes. Son pyjama est bleu, avec des rayures blanches verticales. Les pantoufles qu'il porte en pyjama ont à l'intérieur des allures de visage de crocodile et de couleur lime. Son short de bain est bleu clair.
- Émile (Perfect Peter en VO) : est le petit frère de Lucas, âgé de 8 ans, décrit comme « Docile » Sa personnalité: est parfait, intelligent, amical, serviable, attentionné, manipulateur (parfois) signifie (parfois) et bon, Son apparence physique: Émile a une peau pâle, des cheveux blonds bouclés et des joues roses. Ses vêtements: il porte un pull rouge et une chemise blanche, un pantalon gris et des chaussures brunes, son pyjama est bleu clair avec des lapins roses dessus, son short de bain est rouge ses vêtements d'hiver: un bonnet violet et mauve, un manteau à fourrure rouge et une écharpe et ses bottines en violet et mauve assorties.
- Lucinda ou Désirée (Ecstatic Eileen or Delightful Desiree en VO) : est la mère de Lucas et Émile, l'épouse de Simon et la sœur cadette de Piapiapia. Elle travaille à temps partiel comme directrice adjointe d'une librairie appartenant à M. et Mme Mossy. M. Mossy est son patron, mais quand Lucas l'a rencontré, lui et Mme Mossy, la nuit s'est avérée honteuse. Émile ne pouvait pas jouer de son violoncelle parce quand Lucas avait falsifié la feuille d'accords. Tous les jours, généralement après que ses fils soient partis pour l'école et son mari pour le travail, Lucinda prend un bus pour aller au travail, elle peut conduire, mais la famille ne possède qu'une seule voiture et Simon doit conduire la voiture pour aller travailler car il travaille assez loin. Son métier est directrice adjointe à temps partiel. Sa personnalité: est gentille, irrité, stressée, stricte, (a l'heure), âgée de 28 ans décrite comme « Belle ». Maman a une peau pâle, des longs cheveux blonds, des lunettes, des joues roses, un nez pointu et un menton pointu. C'est une femme très grande. Elle mesure 5 pieds 10 pouces. Elle porte un cardigan à col roulé violet avec une chemise rosâtre en dessous, un jeans bleu cousu, des chaussettes blanches et grises et des ballerines rose-magenta ballet pompes, son pyjama est sa chemise de nuit bleue avec une robe de chambre rose et ses pantoufles violettes à pompons blancs, son maillot de bain à deux pièces est bleu et ses vêtements d'hiver : un bonnet rose et magenta, un manteau à fourrure bordeaux-magenta et ses bottines en rose-magenta.
- Simon (Whiny Walter or Silly Simon en VO) : est le père de Lucas et Émile, le mari de Lucinda et le frère aîné de Francis, Il travaille comme chef de bureau chez Brosses à dents piquantes. Son patron de travail est Big Bob, et il est très strict. Simon ne semble pas aimer Bob comme ami, mais il le prend au sérieux quand il s'agit de travailler. En ce qui concerne la façon dont il est traité par Bob et Lucas, papa préfère le traitement de Lucas à celui de Bob car il est très strict et le stresse. Son métier est responsable administratif chez Brosses à dents piquantes. Sa personnalité: est idiot, gentil, strict (parfois), âgé de 35 ans décrit comme « Charmant ». Son apparence physique: Papa a une peau pâle, il a les cheveux courts bruns bouclés, un nez pointu, un menton pointu, une peau pâle et des joues roses. Il mesure 6 pieds. Il porte une veste bleue avec des poches avec un pull à col roulé en dessous orange, un pantalon marron foncé et des chaussures bruns encore plus foncées, son pyjama est vert, avec des rayures blanches verticales, son short de bain est orange et ses vêtements d'hiver: un manteau vert.
- Piapiapia (Rich Aunt Ruby en VO): est la tante de Lucas et Émile, la sœur aînée de Désirée et la mère de Gaston. Sa personnalité: est snooty[Quoi ?], Grincheuse (parfois) polie et obèse, décrit comme « aucun nom » Elle gâte aussi Gaston beaucoup et lui achète tout ce qu'il veut et elle et Gaston vivent dans une très grande maison. Son apparence physique: Piapiapia a les cheveux bordeaux-magenta et la peau pâle et porte également un brillant à lèvres et un collier. Ses vêtements: Elle porte un costume magenta, une chemise blanche et une jupe magenta et des chaussures violettes. Sa famille: est son fils (Gaston), sa sœur cadette (Lucinda), son beau-frère (Simon), son neveu aîné (Lucas), son neveu cadet (Émile), sa tante (Greta), sa nièce (Bertille), son beau-neveu (René), sa petite-nièce (Vera), son oncle (Donald) sa mère est la grand-mère de Lucas et Émile.
- Gaston (Stuck-up Steve en VO) : est le cousin de Lucas et Émile et le neveu de Simon et Lucinda, décrit comme « Frimeur » Sa personnalité est coincée, avare, égoïste, gâté. Son apparence physique: Gaston à avoir la peau pâle et les cheveux magenta foncé. Ses vêtements: il porte un pantalon jaune clair et des chaussures vertes, dans saison 1 et 4, il porte un pull vert clair ou parfois un pull violet, et dans saison 5, il porte toujours un pull violet et une veste verte par-dessus.
- Francis (Uncle Fussy Francis en VO) : est l'oncle de Lucas et Émile, le frère cadet de Simon, le beau-frère de Lucinda. Il a les cheveux blonds courts et bouclés et la peau pâle. Ses vêtements, il porte une veste verte avec une chemise blanche en dessous, une cravate orange, un pantalon gris et des chaussures marron.
- Bertille (Prissy Polly en VO) : est la cousine de Lucas et Émile, la nièce de Simon et Lucinda. Elle décrite comme « Pointille ». Elle a les cheveux blonds bouclés et a la peau pâle, elle porte la plupart du temps un haut rose, un jeans bleu, avec une ceinture bleu cyan et porte chaussures à taloun haut rose pompes.
- René (Pimply Paul en VO) : est le mari de Bertille Pointille. Il décrit comme « Amené ». Il a les cheveux bruns, des taches et un long nez. Il porte une chemise blanche, une cravate verte et une veste rouge ou bleue avec un mouchoir plié dans la poche.
- Vera (Vomiting Vera en VO) : est la fille de Bertille Pointille et la petite cousine de Lucas et d'Émile, âgée de 1 an, Elle décrite comme « aucun décrit ». avoir la peau pâle et les cheveux blonds. Elle porte un nœud, une chemise rose et des collants roses.
- Greta (Great aunt-Greta en VO) : est la grand-tante de Lucas et Émile, la sœur cadette de Donald et la tante de Piapiapia et Lucinda. Elle a les cheveux gris et un chignon. Elle a la peau pâle, les cheveux gris clair et les boucles d'oreilles grises. Elle a une chemise rose à col blanc, une jupe magenta et des chaussures à talons hauts grises.
- Donald (Doddery Donald en VO) : est le grand-oncle de Lucas et Émile, le frère cadet de Grand-mère, le frère aîné de Greta et l'oncle de Piapiapia et Lucinda. Il a les cheveux gris et fuyants et la peau pâle. Il porte un costume gris foncé sur une veste violette et une chemise blanche, et une cravate verte. Il porte également un bâton de marche.
- Grand-mère : est la grand-mère de Lucas, Émile, Bertille et Gaston, la belle-grand-mère de René, l'arrière grand-mère de Vera, la sœur aînée de Donald et Greta, la mère de Piapiapia et Lucinda, , Son apparence physique: Grand-mère semble avoir les cheveux gris courts, la peau pâle et les joues roses. Ses vêtements: Elle porte une robe bleue avec un col blanc, un gros collier bleu et des boucles d'oreilles bleues. Quand elle était plus jeune, elle était mince et de taille moyenne. Elle avait les cheveux bruns courts et un goût audacieux pour la mode. Sa famille: est son petit-fils (Lucas), est son petit-fils (Émile), sa fille cadette (Lucinda), sa fille aînée (Piapiapia), son petit-fils (Gaston), sa sœur cadette (Greta), son frère cadet (Donald), son beau-fils (Simon), son beau-fils (Francis), son beau-petit-fils (René), sa petite-fille (Bertille) et son arrière-petite-fille (Vera)
- Papy Aucun nom : est le grand-père de Lucas et Émile et le père de Simon et Francis.
- Mamie Aucun nom : est la grand-mère de Lucas et Émile et la mère de Simon et Francis.
- Fang (Fang en VO) : est le petit hamster de Lucas.
- Bataille (Fluffy en VO) : est le chat de Lucas.

Famille de Salomé
- Salomé (Moody Margaret en VO) : est l'ennemie principale et une voisine de Lucas, Elle porte un cardigan vert avec une chemise rayée blanche et lavande en dessous, une jupe de couleur vert foncé, des chaussettes lavande clair à volants et des bottes à lacets roses. décrite comme « Mal-lunée ». Elle est capricieuse, gâtée (par ses parents), menteuse, manipulatrice, dominatrice, brutale, indifférente, tricheuse et sarcastique.
- La maman de Salomé : (Lawrence Mulligan en VO) :  est la mère de Salomé, elle porte un gilet rouge, une chemise jaune, une ceinture marron avec une boucle dorée, une jupe verte et jaune et des chaussures à talons hauts marron.
- Le papa de Salomé : (Luanne Mulligan en VO) : est le père de Salomé, il porte une chemise blanche, une cravate orange à rayures vertes, une veste bleue, un pantalon bleu foncé et des chaussures marron.

Famille de Nicolas
- Nicolas (New Nick en VO) :
- Zoé (Lisping Lily en VO) : est la petite sœur de Nicolas, le camarade de Lucas.

Famille de Miss Drusilla Mégère
- Mme Mégère (Miss Battle-Axe's Mum en VO) : est la mère de Miss Drusilla Mégère.

L'école de Lucas
- Xavier (Rude Ralph en VO) : est le meilleur ami de Lucas, décrit comme « Grossier ». Il est sportif, mal poli, vaniteux et inamical.
- Aldric (Aerobic Al en VO) : décrit comme « Élastique ».
- Amédée (Weepy William en VO) : décrit comme « L'angoissé ». Il pleure tout le temps pour un rien, détestable, peureux, angoissé et impassible.
- Arnaud (Beefy Bert en VO) :
- Frédéric : décrit comme « Loustic ».
- Hervé (Brainy Brian en VO) : décrit comme « Le Surdoué ».
- Manon
- Marion : décrite comme « Mollasson ».
- Barnabé
- Julie (Sour Susan en VO) :
- Lili
- Romain : décrit comme « Coup de poing ».
- Soraya (Singing Soraya en VO) : Elle décrite comme « Tue-Tête ».
- Tristan
- Yasmine (Gorgeous Gurinder en VO) : décrite comme « Bonne mine ».
- Miss Drusilla Mégère (Miss Battle-Axe (Boudicca) en VO) : est la prof qui enseigne à Lucas et à ses amis. (Enseignant, directrice adjointe) Elle a la peau pâle, cheveux brun-gris, nez pointu, joues roses et lunettes vertes. Elle porte une chemise boutonnée jaune, un long manteau vert, une jupe marron, des collants marron et des mocassins encore plus foncés.
- Miss Malfaite (Miss Oddbod en VO) : est la directrice de l'école. (Directrice) Elle a les cheveux brun clair en queue-de-cheval et la peau pâle. Elle porte une robe bleue violet, des bas et des talons hauts bleus. Elle porte également des lunettes sous les yeux.
- M. Didier Soufflet (Mr Soggington (Soggy Sid) en VO) : est le prof de sport de l'école. (Prof de l'EPS) Il a les cheveux bruns et le chaume, la peau pâle. Il est également assez musclé et large. C'est un peu un intimidateur, qui semble aimer faire la détention sans raison réelle. Il porte un costume de course rouge, un sifflet et des coureurs bleus. Lorsqu'il est au centre de natation, il porte un maillot de bain bleu avec une bordure rouge.
- Mme Tutu : la prof de danse
- M. Sais tout (Mr Ninius Nerdon en VO) : est le prof remplaçant. Il a les cheveux courts et gris foncé et la peau pâle. Il porte une veste bleu foncé, avec une chemise blanche en dessous et une cravate rouge foncé, un pantalon marron et des chaussures noires.
- Greta (Greedy Dinner Lady en VO) : est la dame de la cantine, décrit comme « Cracra ». Elle est extrêmement gourmande, voleuse de désert, dominatrice, cruelle, gâtée, impassible et froide.

L'école d’Émile
- Miss Belleplante (Miss Lovely (Lesbian) en VO) : est la maîtresse qui enseigne à Émile et à ses amis. (Enseignant, bibliothécaire) Elle avoir les cheveux brun-violet foncé, la peau bronzée et les lèvres rouges. Elle porte une chemise verte à col blanc, des boucles d'oreilles, une jupe orange avec des lignes vertes entrecroisées et des chaussures à talons hauts vertes.
- César (Tidy Ted en VO) : décrit comme « Placard ». C'est le meilleur ami d'Émile. Il est roux et porte une cravate verte et une chemise blanche sous son pull violet.
- Guénolé (Spotless Sam en VO) : C'est le meilleur ami d'Émile. Il est asiatique.
- Raphaël (Goody-Goody Gordon en VO) : C'est un autre meilleur ami d'Émile. Il est africain.

Les baby-sitters
- Simone (Crabby Chris en VO) : décrite comme « Bougonne ».
- Théo (Mad Martin en VO) : décrit comme « Dingo ».
- Noémie (Tetchy Tess en VO) : décrite comme « Bouderie ».
- Rosalie (Rabid Rebecca en VO) : décrite comme « Furie ». Elle est une baby-sitter égoïste, sévère, autoritaire, violente et froide. Elle possède une phobie : la peur des araignées et n'aime pas le pop-corn. Elle a des boucles d'oreilles vertes et rondes, une chemise boutonnée orange avec une jupe rouge-marron, des bas verts et des bottes noires.

Les voleurs
- Monsieur Quitu (Mr Kill en VO) : est un voleur.

Les autres
- Aoulbi (Colin the Clown en VO) : est un clown. Il porte un costume de clown, une perruque orange avec un chapeau à rayures bleues et jaunes, une fleur rouge, un manteau jaune et rose, une salopette verte avec des boutons rouges, un nœud papillon violet, une fleur bleue et des chaussures de clown bleues
- Mystérion : le magicien

## Distribution

### Voix originales
- Lizzie Waterworth (en) : Horrid Henry
- Tamsin Heatley (en) : Maman, Fang, Fluffy, Tidy Ted, Grande-tante Greta, Prissy Polly, Vomiting Vera
- Aidan Cook : Rude Ralph, Miss Battle-Axe, Brainy Brian, Jolly Josh, Soggy Sid
- Emma Tate (en) : Perfect Peter, Spotless Sam, Lazy Linda, Miss Oddbod, Madame Tutu
- Wayne Forester : Papa, Aerobic Al, Beefy Bert, Greedy Graham, Pimply Paul
- Joanna Ruiz (en) : Sour Susan, Goody-Goody Gordon, Gorgeous Gurinder, Bossy Bill, Lisping Lily, Miss Lovely, Rabid Rebecca, Singing Soraya, Stuck-Up Steve, Mrs Crunch
- Sue Elliott-Nicholls : Moody Margaret, Anxious Andrew, Weepy William, Greasy Greta, New Nick, Tante Ruby

### Voix françaises
- Nathalie Bienaimé : Lucas la Cata
- Brigitte Guedj : Émile Docile et la grand-tante Greta
- Christiane Ludot : Maman
- Philippe Roullier : Papa
- Christine Pâris : Salomé Mallunée
- Brigitte Aubry : Miss Drusilla Mégère
- Thierry Bourdon et Françoise Escobar : les parents de Salomé
- Alexis Tomassian : Xavier, Gaston et Nicolas
- François Créton : voix additionnelles
- Olivier Constantin : interprète du générique

## Épisodes

### Première saison (2006-2008)
1. La Journée de Lucas la Cata (Horrid Henry's Diary)
2. Salomé Malunée vient dormir chez Lucas la Cata (Moody Margaret Moves In)
3. La Kermesse de Lucas la Cata (Horrid Henry's School Fair)
4. Lucas la Cata va au travail (Horrid Henry Goes to Work)
5. Lucas la Cata et la petite souris (Horrid Henry and the Tooth Fairy)
6. La Promenade de Lucas la Cata (Horrid Henry's Hike)
7. Lucas la Cata et le Gadget-cadeau (Horrid Henry's Hobby)
8. Lucas la Cata et l'ogresse de la cantine (Horrid Henry and the Demon Dinner Lady)
9. Lucas la Cata voyage dans le futur (Horrid Henry and the Time Machine)
10. Lucas la Cata et la fête du sport (Horrid Henry's Sports Day)
11. Lucas la Cata, milliardaire (Horrid Henry Gets Rich Quick)
12. La Vengeance de Lucas la Cata (Horrid Henry's Horrid Revenge)
13. Lucas la Cata, privé d'Halloween (Horrid Henry Tricks and Treats)
14. Lucas la Cata essaie d'être sage (Horrid Henry's Perfect Day)
15. Lucas, fou de foot (Horrid Henry and the Football Fiend)
16. Lucas la Cata et les insupportables (Horrid Henry's Horrid Heroes)
17. Lucas la Cata fait une fugue (Horrid Henry Runs Away)
18. Lucas la Cata fait de la vidéo (Horrid Henry's Hideo Video)
19. Lucas la Cata et la Maison hantée (Horrid Henry's Haunted House)
20. Lucas la Cata, petit génie de l'informatique (Horrid Henry, Computer Whizz)
21. Le Noël de Lucas la Cata (Horrid Henry's Christmas)
22. Lucas la Cata à l'aquarium (Horrid Henry and the Aquarium)
23. Les Tâches ménagères chez Lucas la Cata (Horrid Henry's Household Chores)
24. Le Spectacle de danse de Lucas la Cata (Horrid Henry's Dance Class)
25. La Danse des fées de Lucas la Cata (Horrid Henry's Fairy Dance)
26. Lucas la Cata lit un livre (Horrid Henry Reads a Book)
27. Lucas la Cata et la Baby-sitter (Horrid Henry and the Bogey Babysitter)
28. Lucas la Cata et Monsieur Quitu (Horrid Henry: Who Stole Mr Kill?)
29. Lucas la Cata apprend à nager (Horrid Henry Goes Swimming)
30. Joyeux Anniversaire Lucas la Cata ! (Horrid Henry's Birthday)
31. Lucas la Cata sort dîner (Horrid Henry Eats Out)
32. La Catastrophique Journée de Lucas la Cata (Perfect Peter's Horrid Day)
33. Lucas la Cata et les Invités (Horrid Henry and the Dinner Guests)
34. Lucas la Cata et la Sortie d'école (Horrid Henry's School Trip)
35. Lucas la Cata tombe malade (Horrid Henry's Sick Day)
36. Lucas la Cata va dormir chez un copain (Horrid Henry's Sleepover)
37. Lucas la Cata : pris au piège ! (Horrid Henry: Trapped!)
38. Les Vacances de Lucas la Cata (Horrid Henry's Holiday)
39. Joyeux Anniversaire Emile ! (Horrid Henry: Happy Birthday, Peter!)
40. Lucas la Cata et le Club secret (Horrid Henry and the Secret Club)
41. Lucas la Cata se fait vacciner (Horrid Henry's Injection)
42. Lucas la Cata et la Capsule temporelle (Horrid Henry's Time Capsule)
43. Les Nouvelles Chaussures de Lucas la Cata (Horrid Henry's New Shoes)
44. Lucas la Cata a une culotte de fille (Horrid Henry's Underpants)
45. Lucas la Cata et le Nouveau Professeur (Horrid Henry and the New Teacher)
46. La Vengeance d'Emile Docile (Perfect Peter's Revenge)
47. Lucas la Cata veut des sous (Horrid Henry Makes Some Money)
48. Lucas la Cata rencontre la reine (Horrid Henry Meets the Queen)
49. Lucas la Cata, garçon d'honneur (Horrid Henry's Wedding)
50. Lucas la Cata et l'Affreux Hamster (Horrid Henry's Horrid Hamster)
51. Lucas la Cata et Bataille (Horrid Henry: Where's Fluffy?)
52. Lucas la Cata range sa chambre (Horrid Henry Tidies Up)

### Autres saisons
- Les saisons 2 à 5 sont inédites en français.
- En mai 2018, la série est renouvelée pour une cinquième saison, diffusée fin 2018[4].